# Historique du parcours européen du Achilles Bocholt
Cet article présente les différentes campagnes européennes réalisées par le Achilles Bocholt depuis sa fondation en 1986.

## Section homme

### Coupe d'Europe

#### 2013-2014
Coupe EHF :
|   | Tour                 | Club                  | Aller | Total | Retour | Club             |   |
| - | -------------------- | --------------------- | ----- | ----- | ------ | ---------------- | - |
| 1 | Premier préliminaire | Grundfos Tatabanya KC | 30-22 | 65-52 | 35-30  | Achilles Bocholt | 2 |

### Benelux Liga

#### 2009-2010
Les matchs en phase de pool du Achilles Bocholt sont inconnues, si vous les connaissez, n’hésitez pas à créer un tableau avec les rencontres de cette éditions, les équipes rencontrés sont les clubs néerlandais du HV KRAS/Volendam, E&O, HV Fiqas Aalsmeer et Eurotech Bevo HC et les clubs belges sont le Initia HC Hasselt, le KV Sasja HC Hoboken et le United HC Tongeren, merci d'avance!
| Tour        | Club             | Aller | Total | Retour | Club             |
| ----------- | ---------------- | ----- | ----- | ------ | ---------------- |
| Demi finale | E&O              |       | 30-34 |        | Achilles Bocholt |
| finale      | HV KRAS/Volendam |       | 33-30 |        | Achilles Bocholt |

| Tour                   | Club             | Aller | Total | Retour | Club               |
| ---------------------- | ---------------- | ----- | ----- | ------ | ------------------ |
| Phase de pool Groupe B | Achilles Bocholt | 29-27 | 62-52 | 33-25  | HC Atomix          |
| Phase de pool Groupe B | Achilles Bocholt | 27-35 | 56-62 | 29-27  | United HC Tongeren |
| Phase de pool Groupe B | Achilles Bocholt | 26-26 | 50-61 | 24-35  | Initia HC Hasselt  |
| Phase de pool Groupe B | Achilles Bocholt |       | 27-21 |        | HV Fiqas Aalsmeer  |
| Phase de pool Groupe B | Achilles Bocholt |       | 29-28 |        | HV KRAS/Volendam   |
| Phase de pool Groupe B | HB Dudelange     |       | 29-29 |        | Achilles Bocholt   |
| Phase de pool Groupe B | HC Berchem       |       | 26-25 |        | Achilles Bocholt   |

#### 2010-2011
| Tour                   | Club                     | Aller | Total | Retour | Club                     |
| ---------------------- | ------------------------ | ----- | ----- | ------ | ------------------------ |
| Phase de pool Groupe A | Achilles Bocholt         | 33-27 | 64-57 | 31-30  | Sporting Neerpelt-Lommel |
| Phase de pool Groupe A | Achilles Bocholt         | 28-26 | 53-56 | 25-30  | United HC Tongeren       |
| Phase de pool Groupe A | Achilles Bocholt         | 29-33 | 60-66 | 31-33  | Initia HC Hasselt        |
| Phase de pool Groupe A | Van Der Voort Quintus    |       | 32-31 |        | Achilles Bocholt         |
| Phase de pool Groupe A | OCI Limburg Lions Geleen |       | 29-26 |        | Achilles Bocholt         |
| Phase de pool Groupe A | Achilles Bocholt         |       | 35-24 |        | Red Boys Differdange     |
| Phase de pool Groupe A | HC Berchem               |       | 24-24 |        | Achilles Bocholt         |

#### 2012-2013
| Tour                   | Club             | Aller | Total | Retour | Club                 |
| ---------------------- | ---------------- | ----- | ----- | ------ | -------------------- |
| Phase de pool Groupe B | Achilles Bocholt | 34-28 | 65-60 | 33-32  | United HC Tongeren   |
| Phase de pool Groupe B | Achilles Bocholt | 23-28 | 47-52 | 24-24  | HV KRAS/Volendam     |
| Phase de pool Groupe B | Achilles Bocholt | 28-27 | 53-48 | 35-21  | E&O                  |
| Phase de pool Groupe B | Achilles Bocholt | 27-26 | 57-52 | 30-26  | HB Esch              |
| Phase de pool Groupe B | Achilles Bocholt | 25-25 | 52-48 | 27-19  | Red Boys Differdange |

#### 2013-2014
| Tour                   | Club             | Aller | Total | Retour | Club                     |
| ---------------------- | ---------------- | ----- | ----- | ------ | ------------------------ |
| Phase de pool Groupe B | Achilles Bocholt |       |       |        | Sporting Neerpelt-Lommel |
| Phase de pool Groupe B | Achilles Bocholt |       |       | 31-25  | HV KRAS/Volendam         |
| Phase de pool Groupe B | Achilles Bocholt |       |       | 32-26  | Fiqas Aalsmeer           |
| Phase de pool Groupe B | Achilles Bocholt | 38-21 |       |        | Handball Käerjeng        |
| Phase de pool Groupe B | Achilles Bocholt | 35-27 |       |        | Red Boys Differdange     |

## Bilan
| Coupe               | Matchs Joués | Victoires | Nuls | Défaites | Buts marqués | Buts encaissés |
| Ligue des Champions | 0            | 0         | 0    | 0        | 00           | 00             |
| Coupe EHF           | 2            | 0         | 0    | 2        | 52           | 65             |
| Coupe Challenge     | 0            | 0         | 0    | 0        | 00           | 00             |
| TOTAL               | 2            | 0         | 0    | 2        | 52           | 65             |

### Adversaires européens
| - Grundfos Tatabanya KC |

### Adversaires en Benelux liga
| - HC Atomix - KV Sasja HC Hoboken - Initia HC Hasselt - Sporting Neerpelt-Lommel - United HC Tongeren - Handball Käerjeng - HB Dudelange - HB Esch - HC Berchem - Red Boys Differdange - E&O - HV Fiqas Aalsmeer - HV KRAS/Volendam - Van Der Voort Quintus - OCI Limburg Lions Geleen |